# 林興勝
林興勝（1931年9月—），广东揭西人，中华人民共和国政治人物。

## 生平
生于揭西县金和镇金园村，曾任中共澄海县委书记、潮安县委书记，中共汕头地委副书记、汕頭市委書記等职，1993年2月当选为广东省政协副主席:1306。

## 外部連結
- 汕港潮劇名家同台獻藝迎國慶[永久]